# End SARS
 (septembre 2022).
La mise en forme du texte ne suit pas les recommandations de Wikipédia : il faut le « wikifier ».
Les points d'amélioration suivants sont les cas les plus fréquents. Le détail des points à revoir est peut-être précisé sur la page de discussion.
- Les titres sont pré-formatés par le logiciel. Ils ne sont ni en capitales, ni en gras.
- Le texte ne doit pas être écrit en capitales (les noms de famille non plus), ni en gras, ni en italique, ni en « petit »…
- Le gras n'est utilisé que pour surligner le titre de l'article dans l'introduction, une seule fois.
- L'italique est rarement utilisé : mots en langue étrangère, titres d'œuvres, noms de bateaux, etc.
- Les citations ne sont pas en italique mais en corps de texte normal. Elles sont entourées par des guillemets français : « et ».
- Les listes à puces sont à éviter, des paragraphes rédigés étant largement préférés. Les tableaux sont à réserver à la présentation de données structurées (résultats, etc.).
- Les appels de note de bas de page (petits chiffres en exposant, introduits par l'outil «  Source ») sont à placer entre la fin de phrase et le point final[comme ça].
- Les liens internes (vers d'autres articles de Wikipédia) sont à choisir avec parcimonie. Créez des liens vers des articles approfondissant le sujet. Les termes génériques sans rapport avec le sujet sont à éviter, ainsi que les répétitions de liens vers un même terme.
- Les liens externes sont à placer uniquement dans une section « Liens externes », à la fin de l'article. Ces liens sont à choisir avec parcimonie suivant les règles définies. Si un lien sert de source à l'article, son insertion dans le texte est à faire par les notes de bas de page.
- La présentation des références doit suivre les conventions bibliographiques. Il est recommandé d'utiliser les modèles {{Ouvrage}}, {{Chapitre}}, {{Article}}, {{Lien web}} et/ou {{Bibliographie}}. Le mode d'édition visuel peut mettre en forme automatiquement les références.
- Insérer une infobox (cadre d'informations à droite) n'est pas obligatoire pour parachever la mise en page.

Pour une aide détaillée, merci de consulter Aide:Wikification.
Si vous pensez que ces points ont été résolus, vous pouvez retirer ce bandeau et améliorer la mise en forme d'un autre article.
 (octobre 2020).
Le contenu est difficilement compréhensible vu les erreurs de traduction, qui sont peut-être dues à l'utilisation d'un logiciel de traduction automatique.
End Special Anti-Robbery Squad (End SARS) ou #EndSARS est un mouvement social au Nigeria qui a commencé sur Twitter pour appeler à l'interdiction de la Special Anti-Robbery Squad, une unité de la police nigériane. C'est un appel à mettre fin à l'oppression et à la brutalité policière au Nigéria. Les manifestations ont commencé comme une campagne sur les réseaux sociaux utilisant le hashtag #ENDSARS pour demander au gouvernement nigérian d'abandonner et de mettre fin au déploiement de la brigade spéciale anti-vol de la police nigériane, connue sous le nom de SARS. En un week-end (du 9 au 11 octobre 2020), le hashtag #ENDSARS a enregistré jusqu'à 28 millions de tweets. Les Nigérians ont partagé à la fois des histoires et des preuves vidéo de la façon dont des membres du SRAS se sont livrés à des enlèvements, des meurtres, des vols, des viols, des tortures, des arrestations illégales, des actes autoritaires, des humiliations, des détentions illégales, des exécutions extrajudiciaires et des extorsions.
Les agents du SRAS profilent les jeunes en grande partie sur leur apparence ; monter des barrages routiers illégaux, arrêter et fouiller, arrêter sans mandat, violer des femmes, extorquer de jeunes Nigérians pour avoir conduit des véhicules exotiques et utilisé des iPhones[pas clair]. Alors que certains ont revendiqué la victoire lorsque la police nigériane a dissous la brigade spéciale anti-vol le dimanche 11 octobre 2020 autres ont noté que des promesses similaires avaient été faites ces dernières années et que le gouvernement prévoyait de réaffecter les agents du SRAS plutôt que de les éliminer complètement. Le gouvernement a continué de réprimer les manifestations avec une force meurtrière malgré l'annonce. Les manifestations se sont terminées après les événements sanglants de fusillade de Lekki de 2020.

## Contexte
L'escouade spéciale de lutte contre les vols (Special Anti-Robbery Squad, SRAS) était une branche de la police nigériane relevant du Département des enquêtes criminelles et du renseignement de l'État (SCIID). Le département de police a été fondé en 1992. L'escouade a été créée comme une unité de police sans visage qui effectue des opérations d'infiltration et des opérations contre les crimes associés aux vols à main armée, aux carjacking, aux enlèvements, au vol de bétail et aux crimes liés aux armes à feu.
Le SARS a été accusé de plusieurs actes de violations des droits de l'homme, des cas d'« interpellation et fouille » illégaux, d'arrestations et de détentions illégales, d'exécutions extrajudiciaires, de harcèlement sexuel de femmes et de brutalisation de nombreux jeunes Nigérians. Les violations des droits humains du SRAS sont visibles dans les vidéos tendance sur les médias sociaux.
En 2017, Segun Awosanya a activement repris la campagne #ENDSARS sur les réseaux sociaux aux côtés d'autres militants et elle a ensuite abouti à des plaidoyers et à des manifestations dans un appel à mettre fin à la brutalité policière et à mettre fin à la tristement célèbre unité de police,.
Selon le rapport d'Amnesty International de 2016, le SRAS est inculpé et responsable de sévices humains, de cruauté, de traitements dégradants infligés aux Nigérians sous leur garde et d'autres actes de torture généralisés. Certaines des violations des droits de l'homme par le SRAS comprennent le fait de tirer sur leurs détenus à la jambe, des simulacres ou des menaces d'exécution, des pendaisons et des coups sévères. Une publication de 2020 de l'organisation indique qu'entre janvier 2017 et mai 2020, ils ont documenté 82 cas d'abus et d'exécutions extrajudiciaires par le SRAS.

## Premières protestations et réaction
Amnesty International a accusé les responsables du SRAS d'avoir détenu illégalement de jeunes Nigérians et d'avoir extorqué de l'argent à leurs proches. Une pétition signée par 10.195 la population a été soumise à l'Assemblée nationale du Nigéria demander la dissolution totale du SRAS. Ces derniers temps, il a été question de réformes de la force, au lieu d'une dissolution complète.
Les militants sont passés des réseaux sociaux à des manifestations pacifiques organisées à Abuja, Lagos, Ibadan, Osun, Benin City, Delta, Ilorin, Ogbomosho, Owerri, et dans d'autres villes et États nigérians, promettant de continuer si le gouvernement refusait de dissoudre l'unité.
En réponse à la campagne, l'agent des relations publiques de la police nigériane, Jimoh Moshood, a accusé les militants d'être des « criminels ». L'inspecteur général de la police nigériane, Ibrahim K. Idris, a ordonné la réforme et la réorganisation du SRAS.
Quelques sénateurs ont soutenu l'appel à la dissolution totale de l'unité en 2017.

## Résurgence d'octobre 2020
Le samedi 3 octobre 2020, une vidéo a commencé à avoir des tendances sur les réseaux sociaux montrant un policier du SRAS tirer sur un jeune Nigérian devant le Wetland Hotel à Ughelli dans l'État du Delta. Il a été allégué que les policiers avaient emporté le véhicule du jeune homme - un SUV Lexus. La vidéo tendance a provoqué un tollé public sur les médias sociaux, en particulier sur Twitter, avec le hashtag #ENDSARS.
Le jeudi 8 octobre 2020, des manifestations à l'échelle nationale contre ENDSARS ont commencé après des semaines de tollé et de colère avec des vidéos et des images montrant la brutalité policière, le harcèlement et l'extorsion au Nigéria. Les manifestations ont été menées principalement par de jeunes Nigérians de différentes villes aux côtés de nombreux militants et célébrités. La Police nigériane a perturbé les manifestations dans certaines villes, lançant des gaz lacrymogènes et tirant sur des manifestants pacifiques non armés comme on le voit à Abuja et Osun, cela a conduit à la mort de Jimoh Isiaq dans l'État d'Oyo,,,,. Le mercredi 14 octobre 2020, les manifestations contre le SRAS étaient toujours en cours avec des jeunes de différentes régions du Nigéria qui intensifiaient leurs appels en faveur de réformes et de responsabilisation dans les opérations de police.

### Cinq exigences
Dimanche 11 octobre 2020, les manifestants ont présenté cinq demandes auxquelles le gouvernement fédéral du Nigéria doit répondre. Les revendications signées par « Une jeunesse nigériane » demandent la libération immédiate de toutes les personnes arrêtées lors des manifestations, ainsi que justice et indemnisation pour tous ceux qui sont morts par la brutalité policière au Nigeria. Ils ont également demandé qu'un organe indépendant soit mis en place dans un délai de dix jours pour enquêter sur tous les cas de faute de la police et engager des poursuites. Les manifestants ont également demandé une évaluation psychologique et un recyclage des agents du SRAS avant leur déploiement dans toute autre unité de police. Enfin, ils ont demandé une rémunération adéquate à la police nigériane.

### Réponse du gouvernement nigérian
En réponse au tollé général suscité par la brutalité policière, l'Inspecteur général de la police nigériane a interdit au FSARS, à la brigade tactique spéciale (STS), à l'équipe d'intervention du renseignement (IRT), à la brigade anti-cultisme et à d'autres unités tactiques de monter des barrages routiers, des points de contrôle, arrêter et fouiller et autres routines et patrouilles, mais ils ont fait la même chose pendant plus de quatre fois en quatre années différentes, ce qui a amené les citoyens nigérians à remettre en question leurs actions et les agents du SRAS seraient en train de tuer et de tirer des fous dans de nombreuses régions du pays.
Les manifestants ont insisté sur la démolition de la célèbre unité de police au lieu d'une interdiction. C'est la quatrième fois que le gouvernement nigérian interdit le SRAS.
Le vendredi 9 octobre 2020, le sous-gouverneur de l'État de Lagos, Femi Hamzat, s'est adressé aux manifestants et a reconnu que les policiers n'ont pas le droit de fouler aux pieds le droit des citoyens respectueux des lois parce qu'ils possèdent des ordinateurs portables, possèdent des iPhones, conduisent des véhicules considérés comme luxueux ou à cause de leur look. Il a condamné la brutalité policière et a promis que le gouvernement de Lagos prendrait les mesures nécessaires,. Le vice-gouverneur a également déclaré avoir été harcelé par des policiers du SRAS qui ne portaient pas d'uniforme de police quatre ans plus tôt,.
Dimanche 11 octobre 2020, l'inspecteur général de la police nigériane, Mohammed Adamu a annoncé la « dissolution » du SRAS. Cependant, de nombreux Nigérians au sein du mouvement ont critiqué l'annonce, soulignant que des promesses similaires avaient été faites au cours des années précédentes et que le plan du gouvernement était de réaffecter des agents du SRAS à d'autres services de police plutôt que de les éliminer complètement de la force. Les manifestations se poursuivent malgré la « dissolution » car beaucoup ne croient pas à la déclaration.
Lundi 12 octobre 2020, le gouverneur de l'État de Lagos, Babajide Sanwo-Olu, et le ministre des Affaires policières, Maigari Dingyadi, ont exhorté les manifestants à croire que le SRAS avait été dissous.
Le mardi 13 octobre 2020, le Dr Ifeanyi Okowa, le gouverneur de l'État du Delta, a déclaré que la manifestation #EndSARS était le résultat d'un leadership raté. Le gouverneur a également annoncé la constitution d'un comité des plaintes contre la police de cinq membres avec deux représentants d'organisations de jeunesse. Le gouverneur avait auparavant appelé la police à s'abstenir de harceler les manifestants car les gens étaient libres d'exprimer leurs griefs dans un système démocratique.
Le jeudi 15 octobre 2020, l'interdiction des manifestations au sein du Comité de sécurité du territoire de la capitale fédérale a été annoncée. La décision a été prise lors d'une réunion qui s'est tenue le mercredi 14 octobre 2020 et qui était présidée par le ministre du FCT, Malam Muhammad Bello. L'annonce reconnaissait le droit des citoyens de se rassembler et de manifester, cependant, elle a poursuivi en soulignant que les manifestations d'EndSARS étaient indisciplinées, ont causé un inconfort aux gens, violé les protocoles COVID-19 et devraient être interrompues compte tenu du fait que le gouvernement avait respecté les demandes des manifestants.
Vendredi 16 octobre 2020, un groupe de piratage dénommé Anonymous Friday a piraté le compte Twitter de la Commission nationale de la radiodiffusion et a publié un message disant : « Nous #Anonymous continuerons à soutenir les Nigérians » pour soutenir les manifestations en cours.

### Lagos
Des jeunes Nigérians ont manifesté pour EndSARS à la maison du gouverneur de l'État de Lagos le jeudi 8 octobre et ont dormi à la porte de la maison du gouvernement jusqu'au vendredi 9 octobre 2020 lorsque le sous-gouverneur s'est adressé aux manifestants. Parmi les manifestants EndSARS de l'État de Lagos où des célébrités comme Falz, Runtown, Don Jazzy, Olu Jacobs et de nombreux autres, y compris plusieurs comédiens et différentes personnalités des médias.
Le lundi 12 octobre 2020, un manifestant a été abattu par des hommes de la police nigériane à Surulere alors qu'il laissait quatre blessés et ils ont également arrêté et détenu des manifestants pacifiques. Les manifestations à Lagos au péage de l'autoroute Lekki-Epe, au péage de l'aéroport international de Murtala Mohammed, à Alausa, à Ikorodu Road et à Yaba ont provoqué une forte embouteillage et paralysé les entreprises alors que les jeunes continuaient d'exiger #EndSARS #SARSMustEnd,.
Le mardi 13 octobre 2020, les manifestations se sont poursuivies à Lagos. Des jeunes portant des pancartes dénonçant le SRAS et appelant à la fin du harcèlement, de l'extorsion et de la brutalité de la police ont bloqué l'autoroute Lagos-Ibadan.
Le mercredi 14 octobre 2020, des voyous ont attaqué des manifestants à Lagos avec des coutelas, des bâtons et des charmes.
Le jeudi 15 octobre 2020, des voyous transportés par les bus de l'État de Lagos ont attaqué des manifestants près du secrétariat d'État à Alausa.

### Abuja

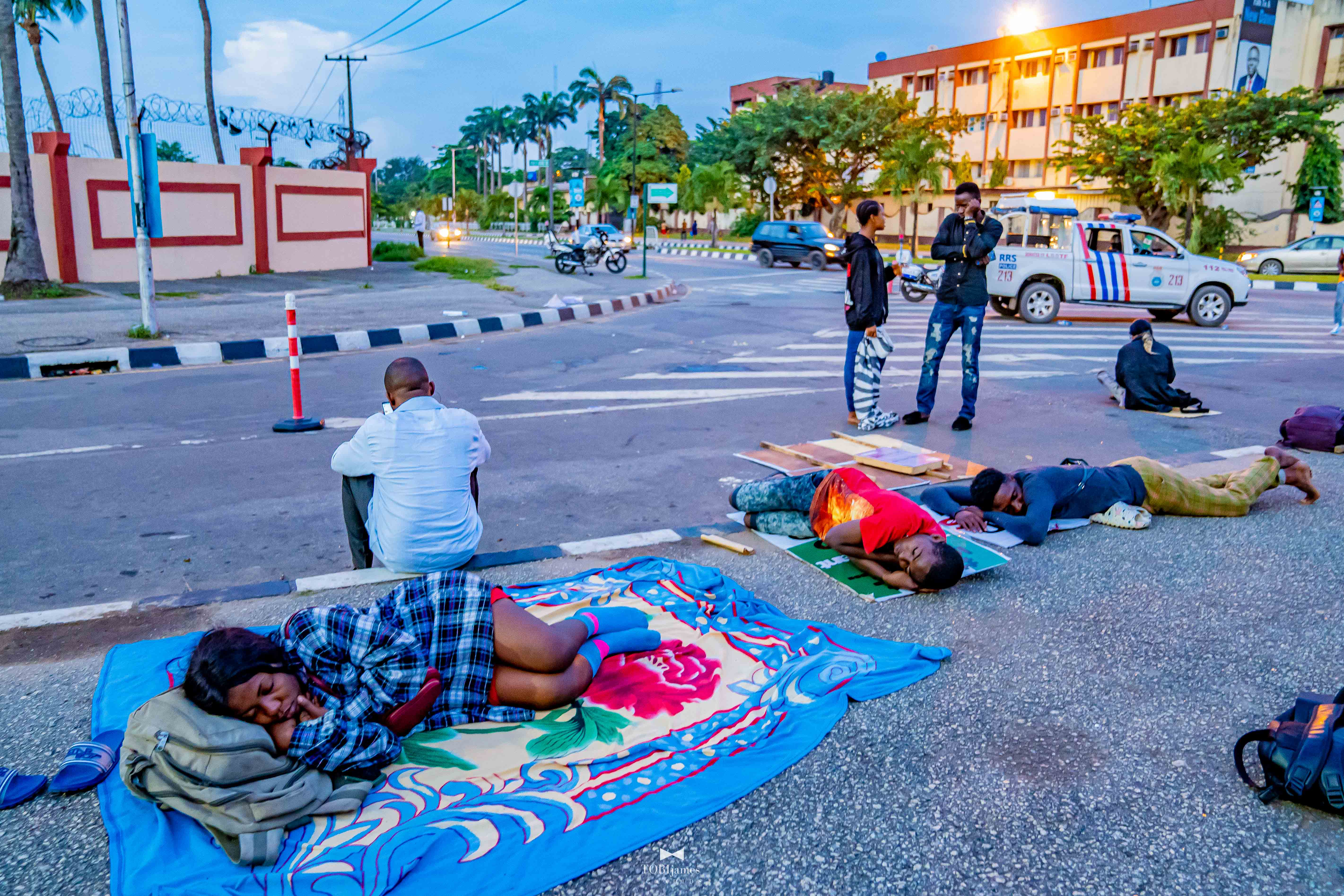
Une action « End SRAS » à Lagos en octobre 2020

Le vendredi 9 octobre 2020, des jeunes nigérians ont manifesté sur EndSARS, au siège de la police nigériane dans le territoire de la capitale fédérale, à Abuja et ont juré de camper au siège jusqu'à ce que l'inspecteur général de la police, Mohammed Adamu, s'adresse à eux. Alors que la manifestation se poursuivait le samedi 10 octobre 2020, la police nigériane a commencé à disperser les jeunes avec du gaz lacrymogène et de l'eau. La co-organisatrice de Bring Back Our Girls Aisha Yesufu et d'autres manifestants auraient été malmenés par la police nigériane.
Le dimanche 11 octobre 2020, David Adeleke, un musicien populaire connu sous le nom de Davido a rejoint un groupe de manifestants #EndSARS pour l'appel à mettre fin aux brutalités policières et à l'unité de police notoire d'Abuja. La police a commencé à disperser les manifestants avec des gaz lacrymogènes, des balles réelles et des canons à eau.
Le lundi 12 octobre 2020, les manifestations se sont poursuivies à Abuja alors que les jeunes continuaient de marcher contre le harcèlement, la brutalité et l'extorsion de la police. Ils ont bloqué le rond-point Berger pour attirer l'attention sur leurs revendications. Plus tôt dans la journée, les manifestants avaient été interpellés par des sympathisants pro-SRAS qui marchaient en soutien à l'inspecteur général de la police Mohammed Adamu et au président nigérian Muhammadu Buhari sous l'égide de Citizens Action for Good Governance.
Le mardi 13 octobre 2020, les jeunes ont porté les protestations à l'Assemblée nationale. En quittant le carrefour Banex Abuja, les manifestants ont marché pacifiquement vers le carrefour menant à l'Assemblée nationale vers 14 heures où ils ont été arrêtés par des soldats qui ont violemment résisté à leur mouvement et ont blessé certains manifestants dans le processus. L'équipe de presse d'ARISE TV qui enregistrait les fracas à l'entrée de l'Assemblée nationale a été attaquée. Ferdinard Duruoha était l'un des membres d'équipage qui ont été agressés tandis que Francis Ogbonna, un cadreur avec la même tenue de nouvelles, a été attaqué la veille alors qu'il couvrait l'annonce de la dissolution du SRAS par l'inspecteur général de la police.
Le mercredi 14 octobre 2020, des manifestants ont été attaqués par des voyous avec des coutelas et des gourdins au rond-point Berger. Les voitures ont été détruites et certains des manifestants ont été blessés,.

### État d'Oyo
La manifestation EndSARS à Ogbomoso, dans l'État d'Oyo est devenue violente alors que la police nigériane aurait blessé sept manifestants et abattu un jeune homme connu sous le nom de Jimoh Isiaka pendant la manifestation. Les dirigeants traditionnels ont utilisé la police nigériane pour renvoyer de force les manifestants. Jimoh Isiaka a été emmené à l'enseignement de l'Université Bowen pour des soins médicaux et est décédé plus tard à l'hôpital. En réponse à la mort des manifestants, le commissaire de police de l'État d'Oyo, Nwachukwu Enwonwu, a nié l'allégation selon laquelle la police aurait tué le manifestant. Il a déclaré que la police avait utilisé des gaz lacrymogènes pour empêcher les manifestants d'attaquer et d'entrer dans le poste de police. Le gouverneur de l'État d'Oyo, Seyi Makinde a envoyé un message de condoléances sur la disparition du manifestant et a promis d'enquêter sur l'incident,.
Le dimanche 11 octobre 2020, trois autres manifestants ont été abattus à Ogbomoso, dans l'État d'Oyo.
Le mardi 12 octobre 2020, des manifestants de #EndSARS portant des pancartes appelant à la dissolution du SRAS, à la fin de l'extorsion de brutalité policière et des meurtres extrajudiciaires ont manifesté devant l' Université d'Ibadan et Iwo Road à Ibadan. Les manifestations ont verrouillé Iwo Road, rendant le mouvement des véhicules à l'arrêt.

### État du delta
Le samedi 10 octobre 2020, la manifestation #EndSARS a commencé à partir de la section Ekiugbo d'Ughelli, dans l'État du Delta, a traversé le marché Ughelli, le commandement régional d'Ughelli et Isoko Road. Les manifestations ont entraîné des embouteillages sur le tronçon Ughelli -Patani de la route Est-Ouest. Cependant, à Otovwodo Junction, des fracas se sont ensuivis alors que la manifestation pacifique prenait une autre dimension lorsque des voyous, des motocyclistes d'okada et d'autres se sont joints aux jeunes pour protester contre la brutalité policière, le harcèlement, l'extorsion et les meurtres extrajudiciaires. Un policier, le caporal Etaga Stanley de la division « A », Ughelli a été désarmé, tué et son arme et ses munitions ont été prises,.
Le mercredi 14 octobre 2020, des jeunes d'Effurun et Warri, dans l'État du Delta, ont protesté contre les brutalités et les fautes policières.

### État d'Anambra
Le samedi 10 octobre 2020, des centaines de jeunes se sont rassemblés sur la place Ekwueme, Awka dans la matinée et ont pacifiquement passé devant le marché Eke Awka, et dans les principales rues de la ville avec des pancartes demandant la fin de la brutalité policière et que le SRAS soit dissous. Le SRAS Awkuzu, bien connu pour ses violations des droits humains, est situé dans l'État d'Anambra. Les manifestations se sont poursuivies à Onitsha, le centre névralgique commercial de l'État d'Anambra le lundi 12 octobre, les jeunes exigeant que le SRAS soit complètement dissous.
Les manifestations se sont poursuivies à Awka le mercredi 14 octobre 2020 avec des manifestants réclamant une réforme totale de la police nigériane.

### État d'Abia
Une manifestation similaire a été organisée simultanément à Umuahia, capitale de l'État d'Abia, par d'autres jeunes de l'État. Ils ont visité le quartier général de la police sur la route de Bende et l'Assemblée de l'État d'Abịa ainsi que la maison du gouvernement d'Abia.
À Aba, le centre névralgique commercial de l'État, des jeunes sont descendus dans la rue pour protester contre les brutalités policières infligées aux citoyens.
Réagissant aux manifestations, le gouverneur de l'État d'Abia, Okezie Ikpeazụ, a déclaré avoir pris note des demandes des jeunes.
Dans une déclaration sur son compte Twitter, le gouverneur a déclaré : « J'ai pris note des manifestations pacifiques étiquetées #EndSARS et je souhaite assurer aux jeunes Abịa et au grand public que nous prendrons en compte leurs préoccupations et veillerons à ce que vos voix soient entendues au bons quartiers. »,.

### État d'Osun
Le lundi 12 octobre 2020, des manifestants à Osogbo, dans l'État d'Osun, sont descendus dans les rues de la capitale pour protester contre le SRAS avec des pancartes exigeant la dissolution de l'unité. Les manifestations qui ont décollé de la jonction d'Olaiya et se sont déplacées vers la Chambre d'Assemblée d'État ont provoqué des perturbations de la circulation à la porte de la maison du gouvernement, Osogbo, alors que les manifestants exigeaient que le gouverneur les aborde,.

### État de Rivers
Des Nigérians désemparés de Port Harcourt, dans l'État de Rivers, le mardi 13 octobre 2020, sont descendus dans les rues de Port Harcourt, capitale de l'État de Rivers, pour protester contre la brutalité policière au mépris de la directive du gouverneur de l'État Ezenwo Nyesom Wike qui avait précédemment publié une déclaration à le grand public que toutes les formes de manifestations ont été interdites dans tout l’État,.

### État d'Ogun
Quinze manifestants de #EndSARS ont été arrêtés dans l'État d'Ogun. Tandis que d'autres ont été libérés, trois des manifestants; Adeniji Sodiq, Mutairu Faruq et Olatoye Joseph, qui ont été arrêtés au palais du roi d'Owu le vendredi 9 octobre 2020 ont été inculpés de meurtre par la police. Après examen de toutes les preuves et comme recommandé par le procureur général de l'État d'Ogun, le gouverneur, Dapo Abiodun a donné des ordres pour leur libération, les charges contre les manifestants étant retirées. À l'axe Akute / Ajuwon / Agbole, dans l'État d'Ogun, Femi Kuti, un musicien afrobeat, le fils de l'icône de l'afrobeat Fela Kuti s'est joint aux manifestations et a aidé à empêcher de nombreux manifestants d'être arrêtés.

### État d'Enugu
Le mardi 13 octobre 2020, des centaines de manifestants de différentes parties de l'État d'Enugu avec des pancartes dénonçant et demandant la fin du SRAS, de la brutalité policière, de l'extorsion et du harcèlement ont convergé et se sont déplacés d'Okpara Square, Enugu vers le Département des enquêtes criminelles où ils ont soumis le cinq revendications des manifestations EndSARS. Ils ont été rejoints par des musiciens, Chinedu Izuchukwu Okoli connu sous le nom de Flavour, Chibuzor Nelson Azubuike, populairement connu sous le nom de Phyno et Zoro, un rappeur. Les manifestants ont été rejoints à un moment donné par le sous-gouverneur de l'État, Lolo Cecilia Ezeilo,.

## Dons volontaires à la résurgence d'octobre #EndSARS
Des organisations et des particuliers ont fourni des ambulances, des services juridiques, des fonds pour les factures d'hôpital, des fournitures médicales, de la nourriture, du glucose et de l'eau aux manifestants #EndSARS. Les dons proviennent principalement de start-ups technologiques dont les travailleurs sont constamment harcelés par le SRAS et présentés comme des fraudeurs en raison d'ordinateurs portables trouvés dans leurs véhicules,.

## Manifestations internationales
Des manifestations internationales ont été organisées par la diaspora nigériane en Europe, en Amérique du Nord et ailleurs en Afrique,. De nombreuses célébrités nigérianes ou issues de la diaspora nigériane, ont fait des déclarations de soutien sur les médias sociaux et ont pris part à des manifestations, tandis que les manifestants se sont engagés à continuer jusqu'à ce que les demandes soient satisfaites.

### Londres
Le dimanche 11 octobre 2020, Ayodeji Ibrahim Balogun, un chanteur nigérian connu sous le nom de Wizkid, Kelechi AFTV et de nombreux autres Nigérians ont organisé une manifestation pour soutenir la manifestation EndSARS au haut-commissariat du Nigéria à Thai Square à Londres. Il a été rapporté que Wizkid a appelé le président nigérian Muhammadu Buhari sur Twitter pour son silence sur la démolition de la célèbre unité de police.

### Dublin
Dimanche 11 octobre 2020, des Nigérians à Dublin se sont rassemblés devant l'ambassade du Nigéria, dans le quartier de Saint-Pierre pour manifester leur solidarité aux manifestations #EndSARS au Nigéria. Ils ont dénoncé la brutalité policière et le SRAS.

### New York
Le dimanche 11 octobre 2020, de jeunes Nigérians à New York ont convergé au consulat général du Nigéria à Midtown pour protester contre le SRAS. Ils ont partagé leurs expériences avec le SRAS au Nigéria et ont demandé que la tenue soit totalement dissoute afin que les jeunes puissent se déplacer librement sans être profilés comme des criminels en raison de leur habillement, de leur accent ou du type de véhicule qu'ils utilisent.

### Canada
Le lundi 12 octobre 2020, des Nigérians vivant dans la région de Waterloo en Ontario ont organisé une manifestation pacifique en soutien au mouvement #EndSARs. Le groupe s'est réuni sur la place publique de Waterloo en scandant « Que voulons-nous? Mettre fin au SRAS ».

## Tendances mondiales #EndSARS
Le 9 octobre 2020, le hashtag #EndSARS a suivi une tendance mondiale sur les réseaux sociaux. Les manifestations EndSARS, qui ont débuté le 8 octobre 2020, sont toujours en cours dans les grandes villes du pays et ont attiré l'attention des médias internationaux grand public. La campagne a été témoin des réactions sur les médias sociaux de célébrités internationales telles que Cardi B, Trey Songz, Big Sean, Jidenna, John Boyega, Kanye West, Drake, Diddy entre autres, y compris les footballeurs, Marcus Rashford et Mesut Özil,,,,
Avec la nouvelle que le SRAS avait été interdit, les Nigérians ont pris la nouvelle avec un grain de sel et se sont davantage concentrés sur leurs demandes. Le hashtag sur les réseaux sociaux est ensuite passé de #EndSARS à #SARSMustEnd! Avec la formation d'une nouvelle unité SWAT (Special Weapons and Tactics Team) pour remplacer le SRAS, le hashtag des manifestations a rapidement changé en #EndSWAT sur Twitter et a commencé à évoluer.